# Los Riscos (Chile)
Los Riscos corresponde a una localidad rural de la comuna de Puerto Varas, Provincia de Llanquihue, Región de Los Lagos - Chile. Se encuentra ubicada a unos 22 km al este de la Ciudad de Puerto Varas, en los faldeos del cerro Pichi Juan y a orillas del Lago Llanquihue.